# دانييل أندرسون (لاعب كرة قدم، 1972)
دانيل اندرسون (18 ديسمبر 1972 في السويد - ) هو لاعب كرة قدم سويدي في مركز حراسة المرمى. شارك مع منتخب السويد لكرة القدم. أما مع النوادي، فقد لعب مع أيك سولنا ونادي كالمار ونادي هلسينغبورغ ونادي هيبرنيان وÄngelholms FF ‏ وHögaborgs BK ‏ وRamlösa Södra FF ‏ ونادي تريليبورج ‏.

## وصلات خارجية
- دانيل اندرسون على موقع الاتحاد الأوربي (الإنجليزية)
- دانيل اندرسون على موقع اتحاد السويد (السويدية)
- دانيل اندرسون على موقع قاعدة بيانات كرة القدم.إي يو (الإنجليزية)
- دانيل اندرسون على موقع ناشيونال فوتبول تيمز (الإنجليزية)
- دانيل اندرسون على موقع Soccerbase.com (لاعب) (الإنجليزية)
- دانيل اندرسون على موقع Soccerway.com (الإنجليزية)
- دانيل اندرسون على موقع عالم كرة القدم.نت (الإنجليزية)
- دانيل اندرسون على موقع AS.com (الإسبانية)